# محمد خاطر
محمد خاطر (عربی: محمد خاطر؛ زادهٔ ۲۵ اوت ۱۹۸۹) بازیکن فوتبال اهل اردن است.
از باشگاه‌هایی که در آن بازی کرده‌است می‌توان به باشگاه فوتبال الاهلی (امان) اشاره کرد.
وی همچنین در تیم ملی فوتبال اردن بازی کرده‌است.